# 院北駅
院北駅 （ウォンブクえき）は、大韓民国慶尚南道咸安郡にかつて存在した韓国鉄道公社の駅である。

## 路線
- 韓国鉄道公社
  - 慶全線

## 駅構造
- 1面1線の地上駅。廃止時点では無人駅（簡易駅）であった。

## 歴史
- 1925年6月15日：開業[1]。
- 1944年6月15日：廃止[2]。
- 1957年2月11日：再開業[3]。
- 2012年10月23日：馬山駅 - 晋州駅間の複線新線への切り替えにより廃駅。

## 隣の駅
慶全線
郡北駅 - 院北駅 - 坪村駅